# Galeria Antoniego Rząsy
Galeria Antoniego Rząsy w Zakopanem – galeria autorska, wybudowana przez zakopiańskiego rzeźbiarza Antoniego Rząsę (1919–1980) przy ulicy Bogdańskiego 16a. Placówka wystawiennicza działa od 1976 r. Od 1981 r. prowadzi ją syn artysty, Marcin Rząsa (wraz z Magdą Ciszewską-Rząsą). Poza ekspozycją stałą rzeźb Antoniego Rząsy galeria prezentuje czasowe wystawy sztuki współczesnej.